# 微流派

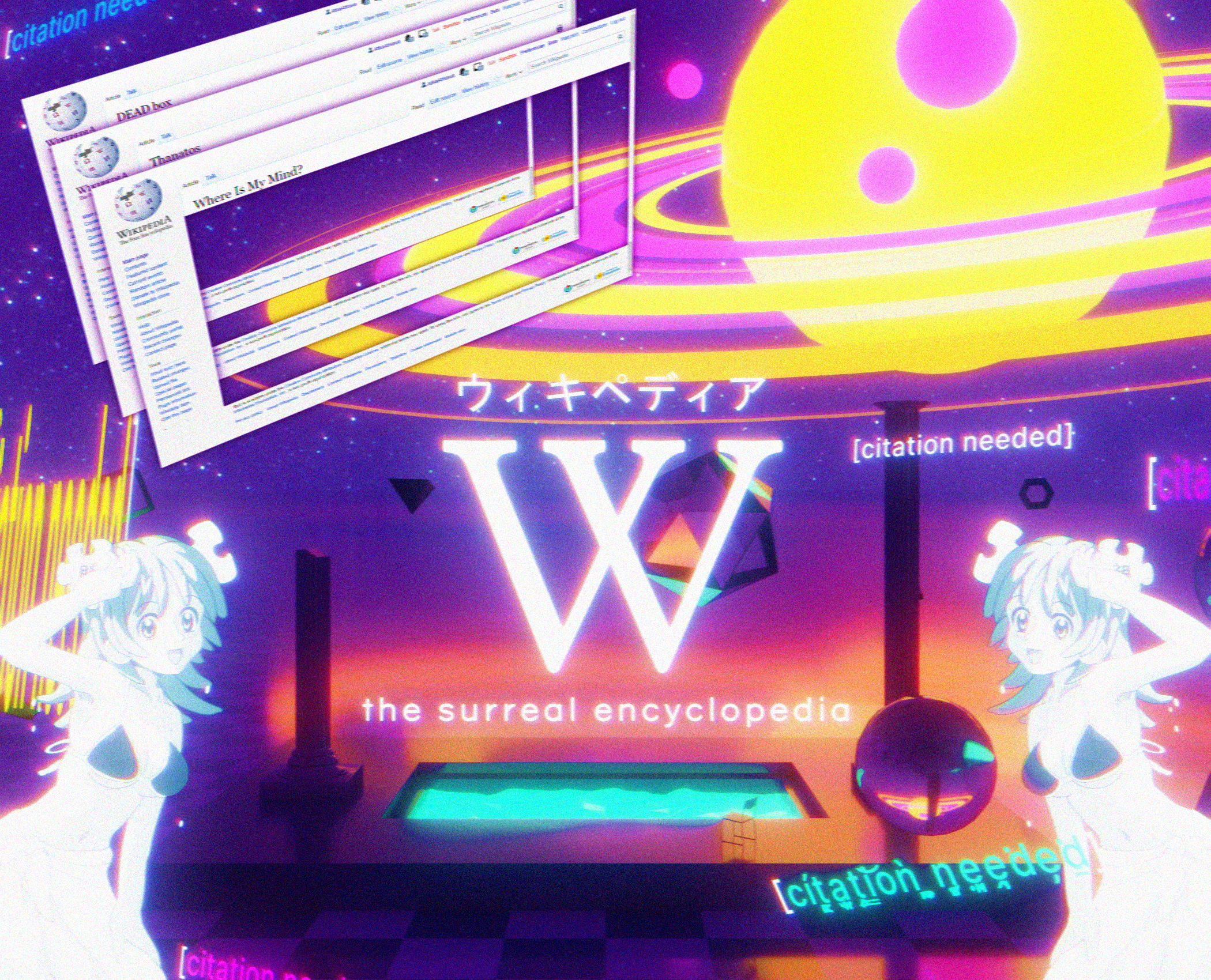
蒸气波是2010年代出现的最突出的以互联网为中心的微流派和亚文化之一

微流派（英語：Microgenre）是一种专门的或小众的流派。从20世纪70年代开始，这个词就被用来描述音乐、文学、电影和艺术中高度特定的亚流派。在音乐方面，例子包括重金属音乐和电子音乐的无数等亚流派。一些流派有时是由唱片商和收藏者追溯性地创造出来的，以此来提高某些唱片的货币价值，早期的例子包括北方灵魂乐、怪诞节拍、车库朋克和阳光流行乐。到 2010 年代初，大多数微流派都是通过互联网上的各种渠道联系起来并加以定义的，这通常是为新出现的流行趋势制造人气和炒作的一部分。这些流派包括寒波音乐、重击死亡金属（slam death metal）、地下城合成 / 地牢合成乐（及其子流派）、女巫浩室、海朋克 / 海上朋克、大开眼界乐（shitgaze）、梦幻朋克和蒸气波。

## 词源和定义
超特定的公式和子类型一直是流行文化的特色。1975年，法国一篇关于历史小说的文章引用了“微流派”和“宏流派”这两个概念。作者将微流派定义为“在时间和空间上有联系的一组狭义文本”，而宏流派则“更为分散，难以概括”。关于微流派概念的进一步讨论出现在20世纪80年代和90年代的各种评论著作中。

## 微流派列表
微流派列表

## 更多阅读
- Britton, Luke Morgan.  [音乐类型是个笑话，你不知道]. Vice. September 26, 2016.
- Slobin, Mark.  [《亚文化之声：西方微音乐》（康涅狄格州米德尔敦：维思大学出版社，1992年）]. 维思大学出版社（英语：Wesleyan University Press）. April 1993. ISBN 9780819562616.